# Tötung auf Verlangen
Die Tötung auf Verlangen ist ein Straftatbestand innerhalb der Tötungsdelikte. Er ist sowohl im deutschen (§ 216 StGB) wie auch im österreichischen (§ 77 StGB) und im schweizerischen Strafgesetzbuch (Art. 114 StGB) enthalten. Gemeinsam ist den jeweiligen nationalen Bestimmungen, dass derjenige milder bestraft wird, der einen Menschen auf dessen ernsthaftes und eindringliches Verlangen tötet. Die Behandlung der Tat als eigenständigen Strafbestand privilegiert damit die Tötung eines anderen Menschen.
Im Fall der Sterbehilfe kann eine Tötung auf Verlangen im Rahmen einer passiven Sterbehilfe (durch Unterlassung bestimmter Therapiemaßnahmen) legal sein, während aktive Sterbehilfe in Deutschland nach wie vor unter Strafe steht. Davon abzugrenzen ist die sogenannte „Beihilfe zur Selbsttötung“, die z. B. darin bestehen kann, Sterbewilligen tödliche Medikamente zu verschaffen, die dann eigenverantwortlich eingenommen werden.

## Tatbestand im deutschen StGB
Der Gesetzestext findet sich in § 216 des Strafgesetzbuches Deutschlands:
(1) Ist jemand durch das ausdrückliche und ernstliche Verlangen des Getöteten zur Tötung bestimmt worden, so ist auf Freiheitsstrafe von sechs Monaten bis zu fünf Jahren zu erkennen.
Der Schutzzweck der Norm ist einerseits der umfassende Lebensschutz, andererseits aber auch die Verhinderung von aktiver bzw. gewerbsmäßig betriebener Sterbehilfe. Es soll einer Relativierung des Lebens als objektives Rechtsgut entgegengewirkt werden.
Die Einordnung des Delikts ist umstritten. Während die rechtswissenschaftliche Literatur es größtenteils als Privilegierung zum Totschlag einstuft, handelt es sich nach Meinung der Rechtsprechung um einen eigenen Tatbestand, der jedoch – wenn er denn einschlägig ist – die Anwendung des § 212 StGB (Totschlag) sperrt. Die Sperrwirkung ist letztlich unstrittig und umfasst auch die an sich ebenfalls verwirklichten Körperverletzungsdelikte (siehe unten). Eine Sperrwirkung für § 211 StGB (Mord) wird ebenfalls nach allen Ansichten angenommen, jedoch bestehen verschiedene Meinungen, wie weitreichend diese ist. Die Literatur sieht den Mord als eine Qualifikation  des Totschlags an, womit der gesamte Mordtatbestand gesperrt ist. Nach der Rechtsprechung ist Mord ein eigenständiger Straftatbestand und damit nicht gesperrt; ist trotz des Tötungsverlangens ein Mordmerkmal verwirklicht, so wird wegen Mordes (in Tateinheit mit Tötung auf Verlangen) verurteilt (Bsp. Fall Rotenburg). Schwierig sind damit insbesondere die Fälle, in denen einer einen auf Verlangen hin tötet, von diesem aber (z. B.) eine Erbschaft zu erwarten hat (z. B. das Mordmerkmal Habgier). Hier ist nach dem BGH wie folgt abzugrenzen: „Die außerordentliche Strafmilderung des § 216 StGB ist nur dann zu rechtfertigen, wenn das ‚Bestimmen‘ auch tatsächlich handlungsleitend war [...], ebenso wie sich umgekehrt die Strafschärfung etwa des Mordes aus Habgier gegenüber dem Totschlag nur rechtfertigen lässt, wenn das entsprechende zum Mordmerkmal führende Motiv handlungsleitend war“.
Der Straftatbestand ist anwendbar, wenn der Getötete vom Täter ausdrücklich und ernsthaft verlangt hat, ihn zu töten. Der Nachweis ist beweistechnisch oft sehr schwierig. Es reicht allerdings nicht aus, dass sich der Täter dies allein vorgestellt hat. Der Täter muss gerade wegen des Verlangens des Getöteten gehandelt haben. War er ohnehin zuvor entschlossen, das Opfer zu töten, so handelt er hinsichtlich des Mordes oder Totschlags – aber nicht nach § 216 StGB – als sog. omnimodo facturus tatbestandsmäßig. Gemeinhin wird angenommen, dass die Tötung auch durch Unterlassen (§ 13 StGB) geschehen kann.
Im subjektiven Tatbestand reicht Eventualvorsatz aus. Irrt sich der Täter, greift in der Regel § 16 Abs. 2 StGB, sodass die Strafbarkeit weiterhin im Deliktsbereich des § 216 StGB verbleibt. Liegt der Irrtum beim Täter fahrlässig vor, so kann er jedoch nicht nach § 222 StGB wegen fahrlässiger Tötung bestraft werden, da es beim Tötungsvorsatz verbleibt.
Auch der Versuch ist nach § 216 Abs. 2 StGB strafbar. Eine Teilnahme im Sinne von Beihilfe oder Anstiftung zur Tötung auf Verlangen ist ebenfalls denkbar. In der Eigenart dieser Straftat liegt, dass das Tatopfer notwendig zugleich Tatanstifter ist und, wenn es den Versuch überlebt, mangels einer Ausnahmebestimmung im Gesetzeswortlaut auch als solcher abzuurteilen ist (was in der Rechtspraxis wohl nicht vollzogen wird).

## Rechtswidrigkeit
Unter dem Gesichtspunkt der Rechtswidrigkeit ist wegen der Atypik des Delikts ein Rechtfertigungsgrund schwerlich vorstellbar. Insbesondere sind die Notwehr und die Einwilligung in Deutschland nicht davon erfasst, da gerade der § 216 StGB Eingriffe in das höchstpersönliche Rechtsgut nicht zulässt (Einwilligungssperre). Nach Auffassung des Bundesgerichtshofs sollte hier nochmal nachgebessert werden:

„[Der Senat] hält es für naheliegend, dass § 216 Abs. 1 StGB einer verfassungskonformen Auslegung bedarf, wonach jedenfalls diejenigen Fälle vom Anwendungsbereich der Norm ausgenommen werden, in denen es einer sterbewilligen Person faktisch unmöglich ist, ihre frei von Willensmängeln getroffene Entscheidung selbst umzusetzen, aus dem Leben zu scheiden, sie vielmehr darauf angewiesen ist, dass eine andere Person die unmittelbar zum Tod führende Handlung ausführt.“

Die in dieser Entscheidung des Bundesgerichtshofs destruierte klare Unterscheidung der strafbaren Tötung auf Verlangen von der straflosen Beihilfe zum Suizid, weil das Setzen der tödlichen Spritze im Falle einer pflegebedürftigen Person bei „normativer Betrachtung“ keine Handlung des Spritzenden sei, wird sowohl aus rechtswissenschaftlicher als auch aus rechtspraktischer Sicht kritisiert, da wegen des Grundsatzes in dubio pro reo ein Täter keine Strafe mehr zu befürchten habe, wenn er nur angebe, dass das pflegebedürftige Opfer eine tödliche Infusion gewollt habe.

## Abgrenzung
Problematisch ist bei der Tötung auf Verlangen in Deutschland stets die Abgrenzung zur straflosen Beihilfe zum Suizid. Dabei wird als Kriterium teilweise dasjenige der Tatherrschaft angelegt: Dominiert der Täter den Handlungsablauf, so ist er strafbar wegen Tötung auf Verlangen, unterstützt er jedoch allein die Handlungen des Suizidenten, so bleibt es bei der Straflosigkeit der Beihilfe zur Selbsttötung. Dies wurde unter anderem im sogenannten Siriusfall behandelt. 
Die Körperverletzung mit Todesfolge (§ 227 StGB) tritt hinter § 216 zurück.
In Österreich wurde die bisher generelle Strafbarkeit der Beihilfe zur Selbsttötung (§ 78 StGB) infolge der Entscheidung des Verfassungsgerichtshofes vom 11. Dezember 2020 zum 1. Jänner 2022 eingeschränkt. Anstiftung zur Selbsttötung und Tötung auf Verlangen (§ 77 StGB) werden weiterhin bestraft. Der Strafrahmen beträgt jeweils sechs Monate bis fünf Jahre Freiheitsstrafe.
Schwierigkeiten kann auch die Abgrenzung zwischen Veranlassung einer Selbstgefährdung und einverständlicher Fremdgefährdung bereiten. Häufig problematisch ist hier das Merkmal der Freiverantwortlichkeit.